# Samarskoje (Kaliningrad)
Samarskoje (russisch Самарское, deutsch Bergershof) ist eine Siedlung in der russischen Oblast Kaliningrad. Sie gehört zur kommunalen Selbstverwaltungseinheit Munizipalkreis Krasnosnamensk im Rajon Krasnosnamensk.

## Geographische Lage
Samarskoje liegt eineinhalb Kilometer vom Stadtzentrum von Krasnosnamensk (Lasdehnen/Haselberg) in südlicher Richtung entfernt an der Regionalstraße 27A-025 (ex R508). Eine Bahnanbindung besteht nicht.

## Geschichte
Bergershof war eine Waldarbeitersiedlung, die offenbar um 1900 innerhalb der Landgemeinde Lasdehnen (seit 1938 Haselberg) eingerichtet wurde. Mit dieser kam sie in Folge des Zweiten Weltkrieges zur Sowjetunion, erhielt dort 1950 eigenständig den russischen Namen Samarskoje und wurde dem Dorfsowjet Tolstowski selski Sowet im Rajon Krasnosnamensk zugeordnet. Später gelangte der Ort in den Chlebnikowski selski Sowet. Von 2008 bis 2015 gehörte Samarskoje zur städtischen Gemeinde Krasnosnamenskoje gorodskoje posselenije, von 2016 bis 2021 zum Stadtkreis Krasnosnamensk und seither zum Munizipalkreis Krasnosnamensk.

### Einwohnerentwicklung
| Jahr | Einwohner |
| ---- | --------- |
| 1905 | 31        |
| 2002 | 44        |
| 2010 | 42        |
| 2021 | 83        |

## Kirche
Vor 1945 war die Bevölkerung von Bergershof fast ausnahmslos evangelischer Konfession. Die Siedlung war damals in das Kirchspiel der Kirche Lasdehnen eingepfarrt, die zum Kirchenkreis Pillkallen (1939 bis 1945 „Kirchenkreis Schloßberg“) in der Kirchenprovinz Ostpreußen der Kirche der Altpreußischen Union gehörte. Heute liegt Samarskoje im Einzugsbereich einer neu entstandenen evangelisch-lutherischen Gemeinde in Sabrodino (Lesgewangminnen, 1938 bis 1946 Lesgewangen) innerhalb der Propstei Kaliningrad (Königsberg) der Evangelisch-lutherischen Kirche Europäisches Russland.